# Kyiv
Kyiv, Kyjiv (efter ukrainsk: Київ, tr. Kyjiv, ukrainsk udtale [ˈkɪjiu̯], "ki-jiw"  ( hør)) eller Kiev, Kijev (efter russisk: Киев, tr. Kijev, russisk udtale [ˈkʲijɪf], "ki-jif"  ( hør), fordansket russisk udtale [ˈki:ɛf], [ˈki:ɛw]) er hovedstaden og den største by i Ukraine, beliggende i Kyiv oblast i den centrale del af landet ved bredden af floden Dnepr. Byen har 2.952.301 (2022) indbyggere og er dermed den ottendestørste by i Europa.
Kyiv er et vigtigt center for industri, videnskab, uddannelse og kultur i Østeuropa. Der findes et betydeligt antal højteknologiske industrivirksomheder, højere uddannelsesinstitutioner samt flere verdenskendte historiske monumenter i byen. Kyiv har en omfattende infrastruktur, herunder et veludviklet netværk af offentlig transport, hvor blandt andet sporvogne og Kyiv Metro indgår.

## Navn

### Udtale og translitteration
Byens ukrainske navn er Київ (Kyjiv), udtalt [ˈkɪjiu̯]. Det russiske navn er Киев (Kijev), udtalt [ˈkʲijɪf]. På dansk er den russiske navneform traditionelt blevet brugt, enten med en russisklignende udtale [ˈki:jɛf], [ˈki:ɛf], [ˈki:əf] eller den mere fordanskede [ˈki:ɛw], [ˈki:jɛw].
Stavemåden Kyiv blev anbefalet af Dansk Sprognævn i en vejledning fra 25. februar 2022 frem for Kyjiv, hvis man ønsker at afspejle en ukrainsk stavemåde fremfor de russisk-baserede staveformer Kiev og Kijev.
Valget af dansk stavemåde besværliggøres af at der findes flere måder at transskribere fra kyrilliske bogstaver til latinske. Der kan således indskydes et j mellem vokalerne i både det ukrainske navn Kyiv og det russiske Kiev. Det ukrainske bogstav 'и' gengives som regel med latinsk y. Lyden er [ɪ], svarende til det e-agtige i, som kendes fra engelsk bit, tysk bin og omtrent også det polske y. Derimod ligger det russiske y (kyrillisk 'ы', fonetisk [ɨ]) længere tilbage i munden. Det ukrainske bogstav 'ї' betegner lyden ji og forekommer i begyndelsen af ord eller efter andre vokaler. I modsætning til de fleste slaviske sprog afstemmer ukrainsk ikke stemte konsonanter i slutningen af stavelser og ord; derimod danner de en w-diftong efter vokal (ligesom vokal + v på dansk). Det ukrainske navn Kyjiv afsluttes således med diftongen /iw/. På russisk afsluttes navnet Kiev med lyden /f/.
Siden 1995 har den ukrainske regering autoriseret stavemåden Kyiv og ønsket den indført internationalt. Ændringen blev autoriseret af den 10. FN-konference for geografiske navne i 2012. I oktober 2018 lancerede det ukrainske udenrigsministerium kampagnen KyivNotKiev med ønske om, at omverdenen, i hvert fald for så vidt angår engelsk sprogbrug, benytter det ukrainske navn Kyiv i stedet for det russiske Kiev eller afarter heraf. Efter den russiske invasion i februar 2022 skiftede det danske udenrigsministerium og stort set alle danske massemedier til stavemåden Kyiv.

### Etymologi
Ifølge Nestors krønike fra ca. 1113 blev Kyiv grundlagt i det 6. århundrede af brødrene Kyj, Sjtjek og Khoriv samt deres søster Lybid fra poljanernes stamme, der byggede landsbyer på tre højdedrag. En fæstning blev opkaldt efter den ældste bror, Kyj.
Mindre anerkendte teorier går ud på at Kyiv er grundlagt i 840 af muslimske, østiranske lejesoldater i den khazariske hær, hvorfor navnet skulle være af iransk oprindelse, og at slaverne og varjagerne først erobrede byen omkring 930.
Stednavnet afledt af fornavnet Kyj findes også i andre slaviske lande, bl.a. Kyjov og flere steder i Tjekkiet og Slovakiet samt Kijów flere steder i Polen (Kijów er også det polske navn for den ukrainske hovedstad).
Det ældste originale håndskrift med omtale af bynavnet regnes for at være Kievbrevet, skrevet på hebraisk i ca. 930 af medlemmer af byens jødiske menighed, hvori byen hedder קייוב׳ (qijjōḇ).

### Kænugarður og Kænugarðr
Væringerne eller varjagerne, vikinger der tjente som soldater i Konstantinopel, brugte det oldnordiske navn Kænugarðr eller Kœnugarðr, som kendes fra de islandske sagaer (på nyislandsk Kænugarður). Første led af navnet er det østslaviske ord for byens indbyggere, кияне (kyjane). Andet led garðr (gård) er by på oldnordisk.
Byen kaldes stadig Kænugarður på islandsk.

## Historie
De ældste fund af bosætning i det nuværende byområde stammer fra Madeleinekulturen og udgør Kyrylivska-bopladsen i bydelen Podil. Ifølge Nestorkrøniken fra omkring år 1113 e.Kr. blev Kyiv grundlagt af de tre brødre Kyj, Sjtjek og Khoriv samt deres søster Lybid fra poljanernes stamme, der byggede landsbyer på tre højdedrag. En fæstning blev opkaldt efter den ældste bror, Kyj. Den slaviske fyrste Kyj omtales også i byzantinske kilder fra det 6. århundrede, hvorfor byen må være grundlagt før denne tid. Andre middelalderlige kilder daterer byens grundlæggelse til perioden 430-460 e.Kr.
Kyiv blev indlemmet i de tyrkiske khazarers rige i det 7. århundrede. I det 9. århundrede blev byen imidlertid erobret af de skandinaviske væringer, der brugte de russisk-ukrainske floder som den naturlige vej til Konstantinopel. I år 882 blev Kyiv fyrstesæde i riget Rus, der herefter også kaldes Kijevriget. Det var den første vigtige østslaviske statsdannelse og en forløber for både Rusland og Ukraine. I det 11. og 12. århundrede var Kyiv med ca. 50.000 indbyggere den største by i Europa næst efter Konstantinopel.
I 1240 blev Kyiv erobret og ødelagt af mongolerne. Fra 1362 var byen en del af Storfyrstendømmet Litauen. I 1492 gav Alexander Jagiellon Magdeburgrettigheder. I 1569 blev byen til provinshovedstad i riget Polen-Litauen. Kyiv blev tildelt status som den kongelige by af den polske krone. Fra 1667, en del af Rusland, som bekræftet i fredsaftalen i 1686. I 1708 blev byen til provinshovedstad i Rusland. Under krigen mellem 1917 og 1920 var byen i hænderne på ukrainere, røde (bolsjevikker), hvide (bolsjevikkernes modstandere), tyskere, ukrainere og polakker. Fra 1917 til 1920 eksisterede den uafhængige Ukrainske Folkerepublik, som efter de rødes erobring blev erstattet af en russisk lydstat, den ukrainske sovjetrepublik, der fra 1922 indgik i Sovjetunionen.
Kyiv var besat af Nazi-Tyskland 19. september 1941 til 6. november 1943. I den periode omkom der mellem 120.000 og 160.000 civile og krigsfanger. 33.000 jøder blev myrdet i en massakre ved Babi Jar ved Kyiv. Store dele af byen blev ødelagt.
Ved Sovjetunionens opløsning i 1991 blev Kyiv hovedstad i den uafhængige stat Ukraine. Ved folkeafstemningen om Ukraines uafhængighed den 1. december 1991 stemte 80,35% af vælgerne i Kyiv for Ukraines uafhængighed (med en stemmeprocent på 92.88%).

## Geografi

### Topografi
Kyiv er beliggende på begge sider af floden Dneprs mellemste løb, der her flyder mod syd mod dens udmunding i Sortehavet. Den højre, vestlige bred af floden med den historiske bymidte er kendetegnet ved Dnepr-højlandets talrige, oprindeligt skovklædte, små bakker. Den venstre, østlige bred af floden, der først blev byudviklet i 1900-tallet, er i modsætning hertil flad og præget af skovsteppe.

### Klima
Kyiv har fastlandsklima, der medfører varme somre og kolde vintre. De varmeste måneder er juni, juli og august, hvor temperaturen ligger mellem 24 og 30 °C. Der falder sædvanligvis sne mellem november og marts, hvor temperaturen kan falde helt ned til -20 °C. Den højeste temperatur, som nogensinde er registreret i Kyiv, indtraf den 31. juli 1936 og var 39,4 °C. Den laveste temperatur indtraf den 7. og 9. februar 1929 og var på -32,2 °C.
| Vejr for Kyiv                    | Vejr for Kyiv | Vejr for Kyiv | Vejr for Kyiv | Vejr for Kyiv | Vejr for Kyiv | Vejr for Kyiv | Vejr for Kyiv | Vejr for Kyiv | Vejr for Kyiv | Vejr for Kyiv | Vejr for Kyiv | Vejr for Kyiv | Vejr for Kyiv |
|                                  | Jan           | Feb           | Mar           | Apr           | Maj           | Jun           | Jul           | Aug           | Sep           | Okt           | Nov           | Dec           | År            |
| -------------------------------- | ------------- | ------------- | ------------- | ------------- | ------------- | ------------- | ------------- | ------------- | ------------- | ------------- | ------------- | ------------- | ------------- |
| Gennemsnitlig maks °C            | −1            | 0             | 6             | 14            | 21            | 24            | 26            | 25            | 19            | 13            | 5             | 0             | 12,7          |
| Gennemsnitlig min °C             | −6            | −6            | −1            | 5             | 11            | 14            | 16            | 15            | 10            | 5             | 0             | −5            | 4,8           |
| Gennemsnitlig nedbør mm          | 36            | 39            | 37            | 46            | 57            | 82            | 71            | 60            | 57            | 41            | 50            | 45            | 621           |
| Kilde (16. august 2016): TurVejr |               |               |               |               |               |               |               |               |               |               |               |               |               |

## Demografi

### Befolkningsudvikling
Kyiv har et estimeret befolkningstal på 2.952.301 (2022) indbyggere. Ifølge folketællingen i år 2008 havde Kyiv 2.819.566 indbyggere.[kilde mangler]
| 1742   | 1806   | 1840   | 1865   | 1897    | 1923    | 1926    | 1939    | 1959      | 1970      | 1979      | 1989      | 1992      | 1998      | 2001      | 2011      | 2021      |
| ------ | ------ | ------ | ------ | ------- | ------- | ------- | ------- | --------- | --------- | --------- | --------- | --------- | --------- | --------- | --------- | --------- |
| 15.000 | 27.200 | 44.700 | 71.365 | 247.723 | 422.975 | 493.873 | 846.724 | 1.104.334 | 1.631.908 | 2.143.855 | 2.587.945 | 2.642.700 | 2.620.900 | 2.611.327 | 2.799.199 | 2.962.180 |

### Befolkningssammensætning
Etnisk fordeler befolkningen sig med 82,2% ukrainere (herunder personer af blandet etnicitet), 13,1% russere, 0,7% jøder, 0,6% hviderussere, 0,3% polakker, 0,2% armeniere, 0,1% aserbajdsjanere, 0,1% tatarer, 0,1% georgiere og 0,1% moldavere.[kilde mangler]
92,3 % af Kyivs befolkning regner ukrainsk som sit modersmål.[kilde mangler] Modsvarende tal for russisk er 7,28%. Russisk sprog bruges af næsten alle til daglig.

## Kultur
Kyiv var et historisk kulturelt centrum for den østslaviske civilisation og en vugge for kristningen af områderne der senere blev til Hviderusland, Rusland og Ukraine. Kyiv bibeholdt sin kulturelle betydning også i perioder med relativ nedgang, og den vedblev at være centrum for den østlige ortodokse kirke. Dets hellige steder som Kyiv Pechersk Lavra (Huleklostret) og Skt. Sofia-katedralen tiltrak pilgrimme i århundreder og er nu på UNESCOs verdensarvsliste og er stadig de primære religiøse centre og ligeledes store turistattraktioner.
En vigtig del af Kyivs kultur er dets mange teatre: Kyiv Opera, Ivan Franko nationale akademiske dramateater, Lesja Ukrainka nationale akademiske teater for russisk drama, Kyiv dukketeater, Oktoberpaladset, det Nationale filharmoniske selskab for Ukraine og mange andre.
Andre kulturelle seværdigheder er Dovzjenko filmstudierne og Kyiv cirkus. De vigtigste af Kyivs mange museer er Kyiv byhistoriske museum, Museet for den store fædrelandskrig, det Nationale kunstmuseum, Museet for vestlig og oriental kunst og det Nationale museum for russisk kunst.
I 2005 var Kyiv vært for Eurovision Song Contest 2005 som et resultat af at Ruslanas Wild Dances vandt i 2004.
I 2009 var Kyiv vært for Junior Eurovision Song Contest, som er de unges internationale melodi grand prix.

### Seværdigheder
Kyiv har 25 museer, et planetarium, teater og flere botaniske og zoologiske haver i byen. Et af de mest kendte vartegn er Museet for Den store fædrelandskrig med statuen Rodina-mat på toppen. Med soklen er monumentet 102 meter højt, og det fjerde største i verden af sin slags. Kyiv-operaen er også berømt og er blandt de bedste operahuse i det tidligere Sovjetunionen.
Grotteklosteret og St. Sofia-katedralen er begge på UNESCOs liste over verdens kultur- og naturarvsteder.

## Politik
Kyiv har en speciel administrativ status i Ukraine. Byen er ikke underlagt den omliggende Kyiv oblast, men er som forvaltningsled direkte underlagt staten. Samtidig vælges byens politiske ledelse i direkte valg, i modsætning til i resten af landet, hvor denne udpeges af staten. Den 5. juni 2014 blev den tidligere verdensmester i boksning Vitalij Klitjko udnævnt til Kyivs borgmester.
Byen er inddelt i ti rajoner (distrikter eller bydele) med et vist politisk selvstyre.

## Uddannelse
Byen har et universitet grundlagt i 1834. Desuden har byen 17 andre højere uddannelsesinstitutioner.

## Trafik og infrastruktur
Kyiv har et godt udbygget kollektivt trafiknet. Store dele af byen dækkes af undergrundsbanen, der har 45 stationer. Metrosystemet er under stadig udvidelse. I tillæg til metroen har Kyiv busser, trolleybusser og sporvogne.
Hyrevognssystemet i Kyiv er dårligt reguleret, og der er ingen offentlig fastsat kilometertakst. Byen har også mange mere eller mindre uformelle hyrevogne.
Kyivs lufthavne er Boryspil Internationale Lufthavn, som ligger øst for centrum i forstaden Boryspil med 37,9 km til Kyivs Passagerbanegård, og Kyivs Internationale Lufthavn (Zjuljani), der ligger i kvarteret Zjuljani med 12,7 km til passagerbanegården.
I slutningen af 2024 har byen omkring 1,5 gigawatt solenergi.

## Venskabsbyer
Kyiv er venskabsby med:
| - Leipzig, Tyskland. Siden 1961. - Moskva, Rusland Siden 1992. - Saratov, Rusland. Siden 2007. - Ankara, Tyrkiet. - Athen, Grækenland. - Beograd, Serbien. - Bruxelles, Belgien. - Budapest, Ungarn. - Chicago, USA. | - Chişinău, Moldova. - Edinburgh, Storbritannien. - Firenze, Italien. - Helsinki, Finland. - Krakow, Polen. - Kyoto, Japan. - Minsk, Hviderusland. - München, Tyskland. - Odense, Danmark. | - Paris, Frankrig. - Pretoria, Sydafrika. - Riga, Letland. - Rom, Italien. - Santiago, Chile. - Sofia, Bulgarien. - Stockholm, Sverige. - Tallinn, Estland. - København, Danmark | - Tbilisi, Georgien. - Toronto, Canada. - Toulouse, Frankrig. - Warszawa, Polen. - Wuhan, Kina. - Wien, Østrig. - Vilnius, Litauen. - Yerevan, Armenien. |